# Himalayrhynchites canus
Himalayrhynchites canus là một loài bọ cánh cứng trong họ Rhynchitidae. Loài này được Faust miêu tả khoa học năm 1898.